# Need for Speed: High Stakes
A Need for Speed: High Stakes (gyakori rövidítéssel NFSHS vagy NFS4) a Need for Speed videójáték-sorozat negyedik része. 1999-ben jelent meg Windowsra és PlayStationre, fogadtatása pozitív volt. Európában és Brazíliában Need for Speed: Road Challenge, Japánban pedig Over Drivin' IV néven forgalmazták.

## Leírása
Kinézetét és a vezetési élményt tekintve nagyban hasonlít az egy évvel korábban kiadott Need for Speed III-ra – olyannyira, hogy sokan egy Need for Speed III Special Edition-nek tekintik. A grafikus motor csak apró változtatásokat szenvedett, a pályák és az autók felét pedig a Need for Speed III-ból vették át.
Az újítások közé tartozik a törésmodell és a „karrier mód” – ez utóbbi később sok autós játékban szabvány lett. A karrier elején kevés pénz áll a játékos rendelkezésére, amennyivel csak egy lassú roadstert vehet. A bajnokságokban elért helyezéstől függően a játékos pénzjutalmat kap, mellyel autókat vásárolhat és tuningolhat, és magasabb szintű bajnokságokba léphet be. Minden bajnokságot egy „high stakes” verseny zár le, melyben a győztes megnyeri a vesztes autóját.
A karrieren kívül elérhetőek az előző részből ismert versenyek és rendőrös üldözések. A játékban tizenkilenc pálya van – ez tartalmazza a Need for Speed III kilenc pályáját is, melyek a karrier módban nyújtott teljesítménytől függően válnak elérhetővé. Az alap PC verzióban kezdetben tizenhárom sportautó és három rendőrautó közül lehet választani, további hat autót bajnokságokban lehet megnyerni, tizenegyet pedig az Electronic Arts oldaláról letölteni. Akárcsak elődje, a Need for Speed: High Stakes is moddolható volt, és a közösség többezer autót készített és osztott meg a játékhoz.

## Fogadtatása
A Need for Speed: High Stakes pozitív bírálatokat kapott. A játéknak köszönhetően az 1990-es évek végére a Need for Speed-sorozat uralta a PC-s autóversenyzős játékok piacát.